# リンチェン・ギェンツェン
リンチェン・ギェンツェン（チベット文字：རིན་ཆེན་རྒྱལ་མཚན; ワイリー方式：Rin chen rgyal mtshan、1238年 - 1279年）は、チベット仏教サキャ派の仏教僧。大元ウルスにおける2代目の帝師を務めた。先代帝師のパクパの異母弟にあたる。
漢文史料の『元史』では「リンチェン」がモンゴル語化したイリンチン（Erinčin > yìliánzhēn/亦憐真）という名前で記録されている。

## 概要
チベット語史料の『フゥラン・テプテル』によると、リンチェン・ギェンツェンはソナム・ギェンツェンとその妃のジョモロ（Jo mo 'bro）との間に戊戌（1238年）に生まれた子供で、姉にはロプンマ・ドデ（sLob dpon ma mdo sde）がいたという。初代帝師となったパクパと初代白蘭王となったチャクナはソナム・ギェンツェンの別の妃から生まれた子供であり、リンチェン・ギェンツェンは彼等の異母弟にあたる。
『元史』釈老伝によると、初代帝師のパクパが至元11年（1274年）にチベット帰国を申し出た際に弟のリンチェン・ギェンツェンが後任として選ばれ、第2代帝師になったとされる。なお、パクパのチベット帰国は至元12年（1275年）にクンガ・サンポの乱を引き起こす事になる。リンチェン・ギェンツェンの没年について、漢文史料・チベット語史料双方ともに1279年（至元16年）卒とする記述と、至元19年（1282年）卒とする記述が混在している。ただし、より信頼性が高いと見られる『元史』世祖本紀が至元16年（1279年）に「帝師亦憐真」が亡くなったと記すこと、また『元史』釈老伝には「イリンチンが帝師となっておよそ6年（至元16年）に亡くなった」とあるが、「帝師となってからおよそ6年」は至元19年よりも至元16年の方が近いこと、などにより至元16年（1279年）卒説を採用するのが一般的である。リンチェン・ギェンツェンの死後は、ダルマパーラ・ラクシタが帝師の地位を継いだ。
なお、リンチェン・ギェンツェンは『元史』「釈老伝」では「帝師と為った」と明記されるものの、チベット語諸史料では「［パクパの帰国後］職務を代行した」としか記されず、歴代帝師の一人に数えられていない。あるいはチベット側の伝承ではリンチェン・ギェンツェンは正式な帝師として認められていないのではないかとも考えられている。